# 湯河原峠
湯河原峠（ゆがわらとうげ）は、静岡県田方郡函南町桑原と神奈川県足柄下郡湯河原町宮上の峠。

## 道路
- 湯河原パークウェイ
- 箱根ターンパイク
- 静岡県道20号

## 交通
- 伊豆箱根バス
  - 熱海駅-箱根関所跡-元箱根
  - 元箱根-箱根関所跡-湯河原駅

| スタブアイコン | サブスタブ | この項目は、まだ閲覧者の調べものの参照としては役立たない、神奈川県に関連した書きかけの項目です。この項目を加筆・訂正などしてくださる協力者を求めています（P:日本の都道府県/神奈川県）。 |

| スタブアイコン | サブスタブ | この項目は、まだ閲覧者の調べものの参照としては役立たない、静岡県に関連した書きかけの項目です。この項目を加筆・訂正などしてくださる協力者を求めています（P:日本の都道府県/静岡県）。 |

座標: 北緯35度10分5秒 東経139度1分40.2秒 / 北緯35.16806度 東経139.027833度